# 藤本蚕業歴史館
藤本蚕業歴史館（ふじもとさんぎょうれきしかん）は、長野県上田市にある蚕業の私立博物館。藤本工業株式会社が前身である藤本蚕業の社屋に設置し、2009年10月2日開館した。入場は無料だが、藤本工業への事前の問い合わせが必要である。
所蔵資料は蚕種製造に関する藤本家の古文書や製造器具であり、開館にあたって上田小県近現代史研究会が整理した。蔵書（史料含む）は和洋合計でおよそ10,000冊あり、史料目録が刊行されている。